# Boucle d'or et les Trois Ours
« Boucles d'or » redirige ici. Pour les autres significations, voir Boucles d'or (homonymie).
Pour les articles homonymes, voir Les Trois Ours.
Boucle d'or et les Trois Ours, ou Les Trois Ours, est un conte, souvent considéré comme une histoire folklorique anonyme d'origine écossaise, ou comme l'une des créations de la collection des frères Grimm. Sa première édition remonte à 1837, sous la forme d'un texte en prose composé par Robert Southey, paru dans son ouvrage The Doctor. Probablement basé sur une version plus ancienne, il a bénéficié d'une grande notoriété après avoir été édité par Southey, et a été si souvent raconté par la suite que le lien à son auteur a été perdu. Il aborde la question de la place de l'enfant dans la fratrie et celle de la quête de son identité.

## Synopsis
L'histoire rapporte la rencontre entre trois ours anthropomorphiques et une petite fille appelée « Boucles d'or » ou « Boucle d'or » en raison de sa chevelure blonde.
Une famille de trois ours, composée d'un père, d'une mère et de leur ourson, vit dans une petite maison, dans les bois. Un jour, attendant que leur repas refroidisse, les membres de la famille ours partent se promener. Boucles d'or découvre par hasard la maison vide.
Curieuse, elle entre et visite la maison. Ayant faim, Boucles d'or goûte les bols de gruau et se régale de celui de l'ourson, ni trop chaud, ni trop froid. Prise ensuite de l'envie de se reposer, elle essaie chacun des trois fauteuils, mais casse involontairement celui de l'ourson, ni trop dur, ni trop moelleux. Ayant enfin sommeil, Boucles d'or décide d'aller dormir, et, après avoir testé les trois lits, s'assoupit finalement dans celui de l'ourson, juste à sa taille.
Les trois ours reviennent à la maison alors que Boucles d'or est toujours profondément endormie. Ils la réveillent et, selon la version de l'histoire, la tuent ou l'effraient afin de la mettre en fuite.
Dans les versions les plus récentes, les trois ours effraient involontairement Boucles d'or, alors qu'ils ne lui veulent aucun mal. Elle s'enfuit ensuite en courant ; la famille ours reprend son petit déjeuner interrompu, après que le père ours a réparé la chaise de leur enfant. Dans certaines versions, les ours vont jusqu'à indiquer à Boucles d'or le bon chemin pour rentrer chez elle.
L'interprétation de l'histoire peut différer également, mais peut se résumer à l'idée que l'intimité des autres devrait être respectée.

## Versions
La version de Southey montre trois ours de tailles différentes, sans plus de précision. Ce n’est que plus tard, au début du XXe siècle, qu’ils constitueront une famille père-mère-enfant. L’intruse, chez Southey, n’est pas une fillette, mais une méchante vieille femme. Dans des versions populaires, et peut-être à l’origine, c’est même un renard, faisant de ce conte un élément du cycle « ours-renard » (où l’ours se fait berner de différentes façons par le renard). Dans les versions anglaises c’est une renarde, en anglais vixen. Comme ce mot désigne aussi une femme acariâtre, le passage au personnage humain s’est fait naturellement. On retrouve un renard, nommé « Scrapefoot », dans une version de 1894 par l’illustrateur John D. Batten.
Le personnage de la petite fille apparaît avec une adaptation du conte de Southey par Joseph Cundall (1849). Elle s’appelle d’abord Silver Hair, Silver-Locks, Golden Hair, Golden-Locks, et c'est finalement Flora Annie Steel qui apportera le nom définitif de Goldilocks en 1918. Dans la version de Sara Cone Bryant, les explications à caractère didactique ont été supprimées, privilégiant ainsi la fluidité de l'histoire et la rapidité de l'action.

## Interprétation
Le pédagogue américain Bruno Bettelheim a étudié les implications psychanalytiques de Boucles d'or et les Trois Ours dans son ouvrage Psychanalyse des contes de fées. Selon lui, il manque à cette histoire quelques-unes des caractéristiques les plus importantes des contes de fées qu'il observe par ailleurs dans son essai : « quand elle se termine, il n'y a ni guérison ni réconfort, aucun conflit n'est résolu et il n'y a pas de conclusion heureuse. » De fait, il considère néanmoins Boucles d'or et les Trois Ours comme une histoire très significative, car certains problèmes majeurs de l'enfance y sont abordés : la lutte au sein des situations œdipiennes, la recherche d'une identité et la jalousie fraternelle.
Pierre Péju ne rejette pas entièrement l'interprétation de Bettelheim, ce type d'interprétation étant selon lui « fait pour marcher », mais il regrette l'accusation d'« imperfection » : pourquoi Boucles d'or ne pourrait-elle pas être « nomade », non située familialement (une « intruse ») ? Il envisage ce conte comme « un passage, une traversée éphémère de la famille ». Plutôt que la stabilisation à laquelle semble aspirer Bettelheim — et qui manque ici, Péju retient plutôt « l'ouverture » finale vers « la forêt, le grand air » et « la course droit devant soi ». Tenant d'une « poétique du conte », il conclut que « nous aimons cet être solitaire et détaché […] qui passe, casse et s'en va ».
Les deux commentaires concernent toutefois la version actuelle du conte (fillette et famille d'ours), et non les versions antérieures.
Sigmund Freud rattache le motif de l'entrée dans une maison (un lit) momentanément abandonné au fantasme de la « scène primitive » (spectacle des rapports sexuels entre les parents, observé ou supposé par l'enfant).

## Adaptations modernes
- Goldilocks and the Three Bears est un film américain d'animation réalisé par Hugh Harman, sorti en 1939. Il est produit par Metro-Goldwyn-Mayer cartoon studio[6],[7].
- Goldilocks and the Jivin' Bears est un film américain d'animation réalisé par Friz Freleng, sorti en 1944. Il fait partie des Merrie Melodies des Warner Bros. Cartoons[8],[9].
- Bugs Bunny et les Trois Ours est un film américain d'animation réalisé par Chuck Jones, sorti en 1944. Il fait partie des Merrie Melodies des Warner Bros. Cartoons. Il introduit les personnages des trois Ours[10],[11].
- Un épisode de la série d'animation Simsala Grimm[12].
- Dans l'épisode Simpson Horror Show XI on voit que Boucles d'or se fait tuer par les trois ours après Bart et Lisa dans leurs rôles comme Hansel et Gretel ont bloqué la porte avec une chaise du dehors.

Dans la version récente proposée par Victor Dixen (Animale, La malédiction de Boucle d'or, 2013), la petite fille devient une jeune femme qui disparaît dans les profondeurs de la forêt vosgienne, à l'époque des guerres napoléoniennes.

## Galerie

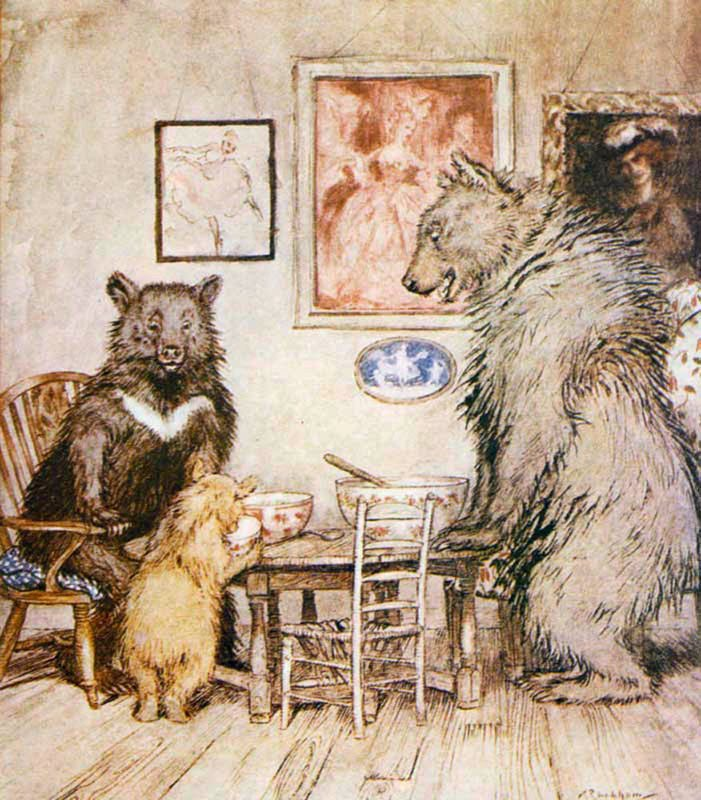
Illustration par Arthur Rackham pour l’English Fairy Tales (1918) de Flora Annie Steel.
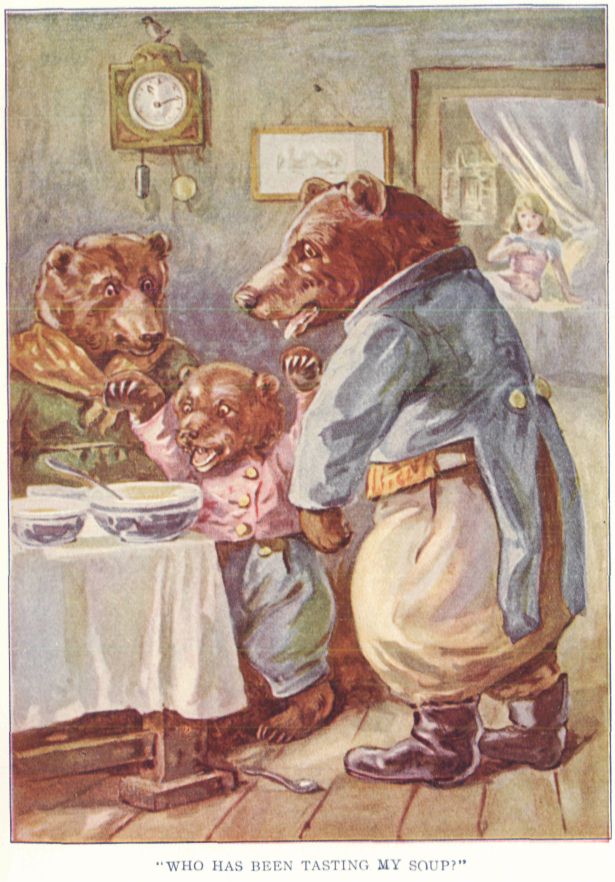
Les Trois Ours, illustré dans une anthologie de 1927.

- Illustrations de Leonard Leslie Brooke, The Story of the Three Bears, 1900[13]

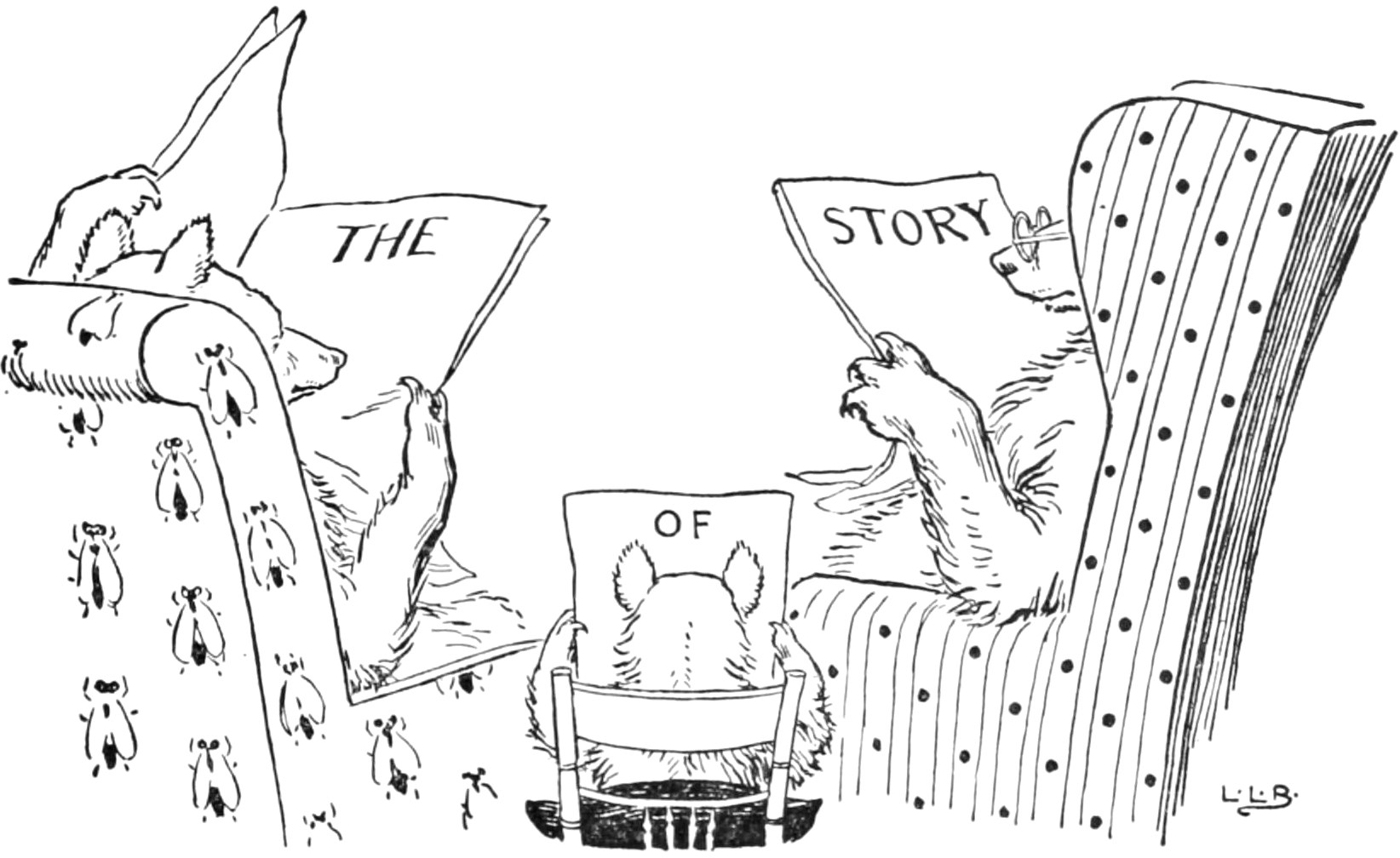
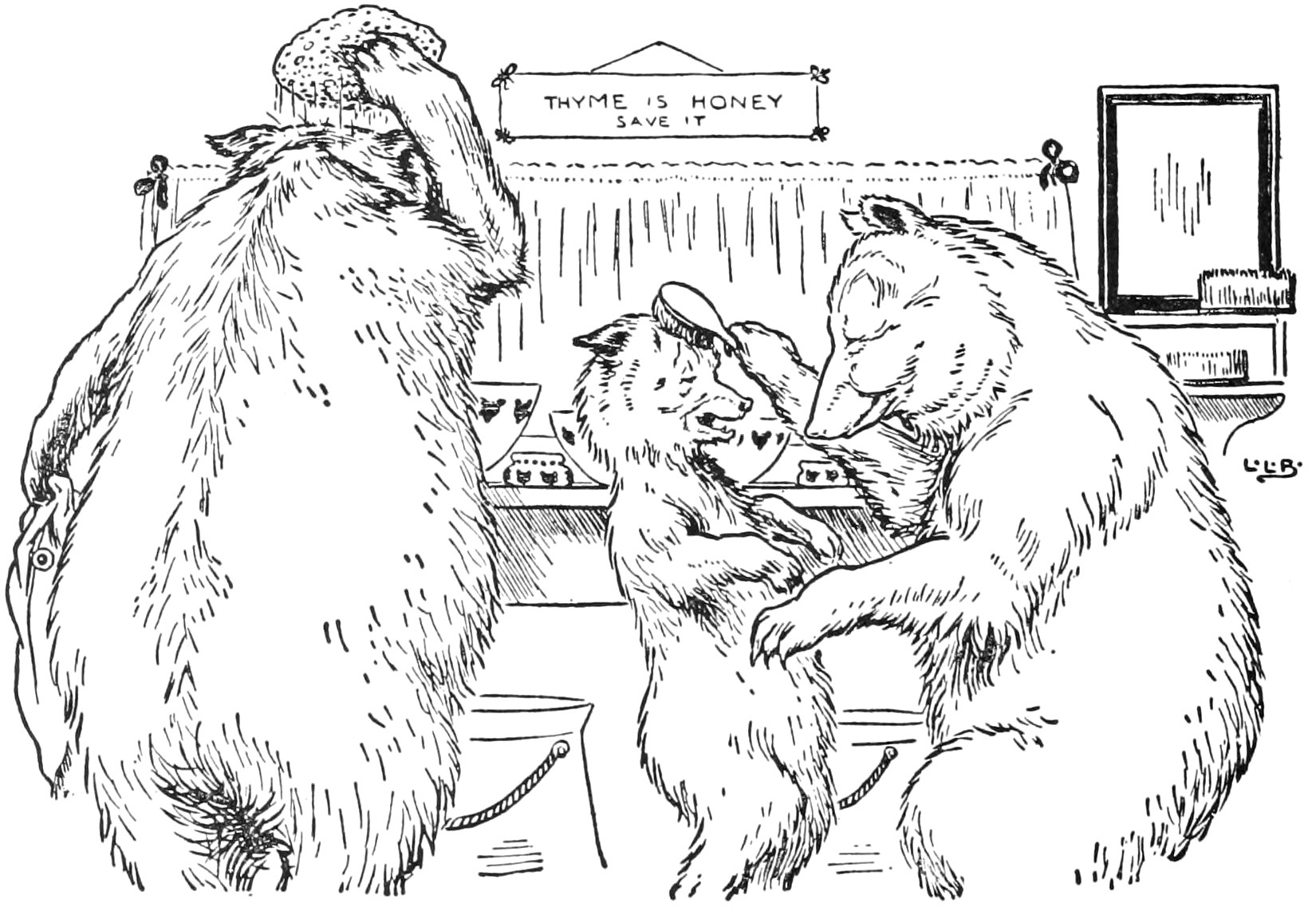
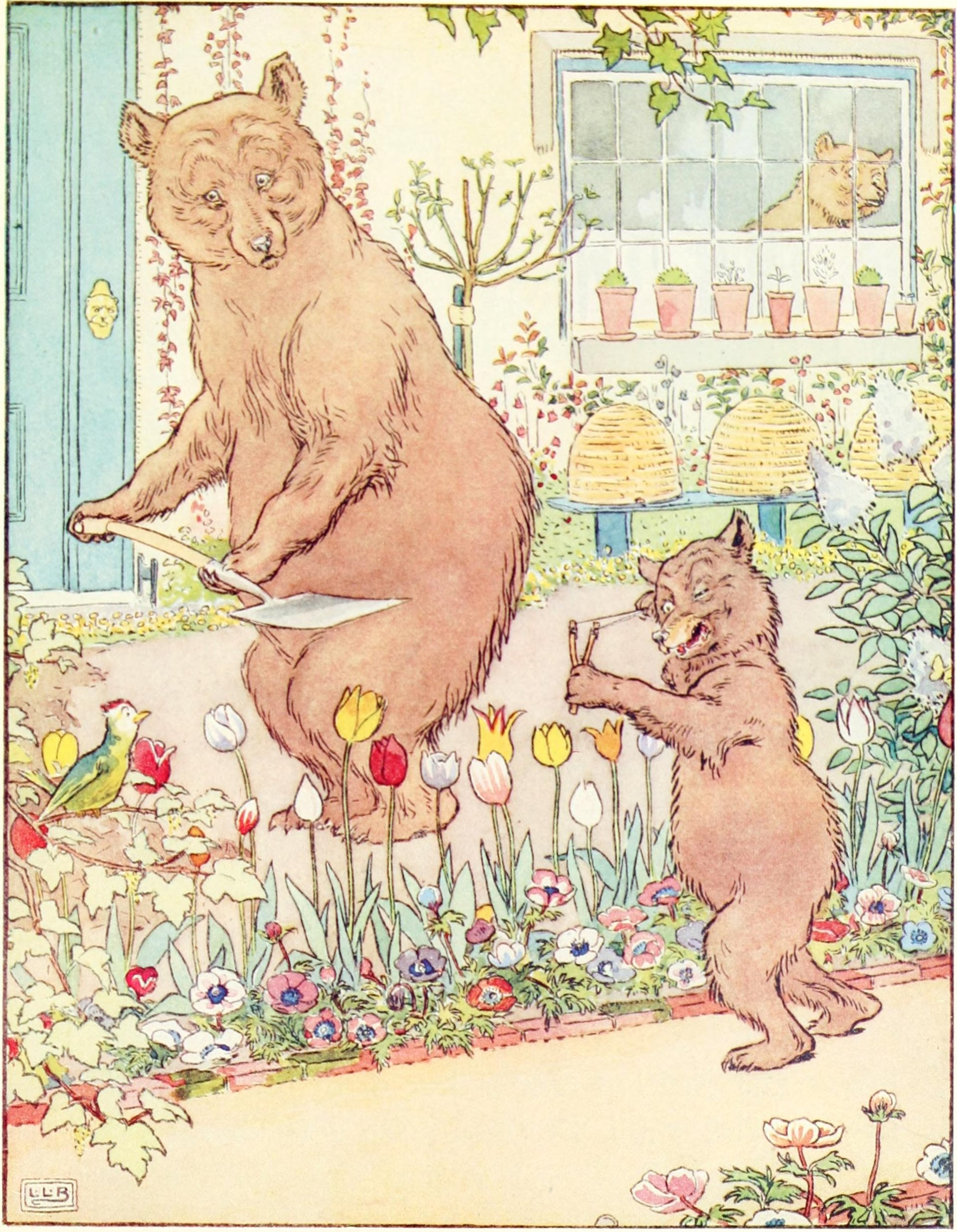
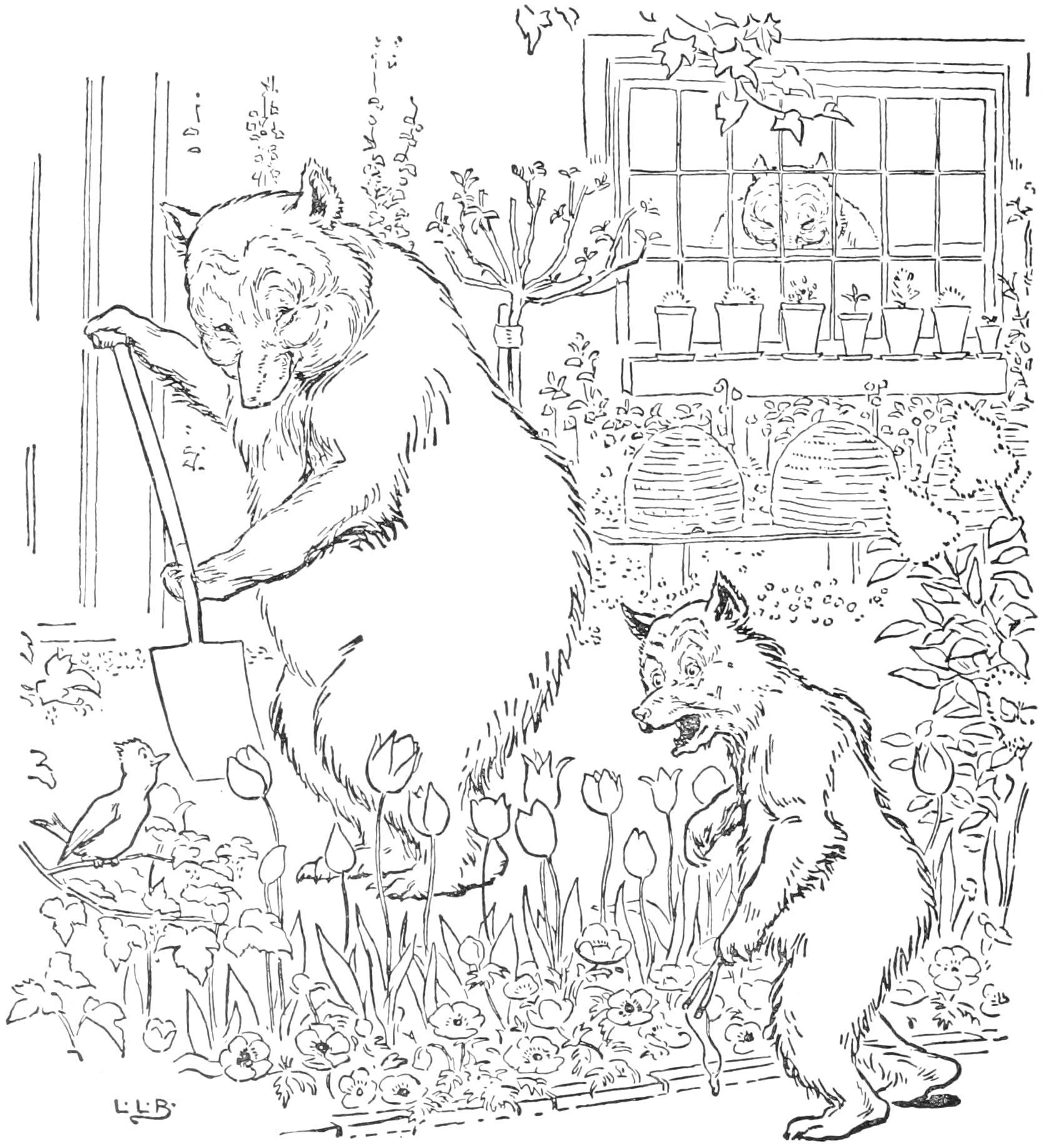
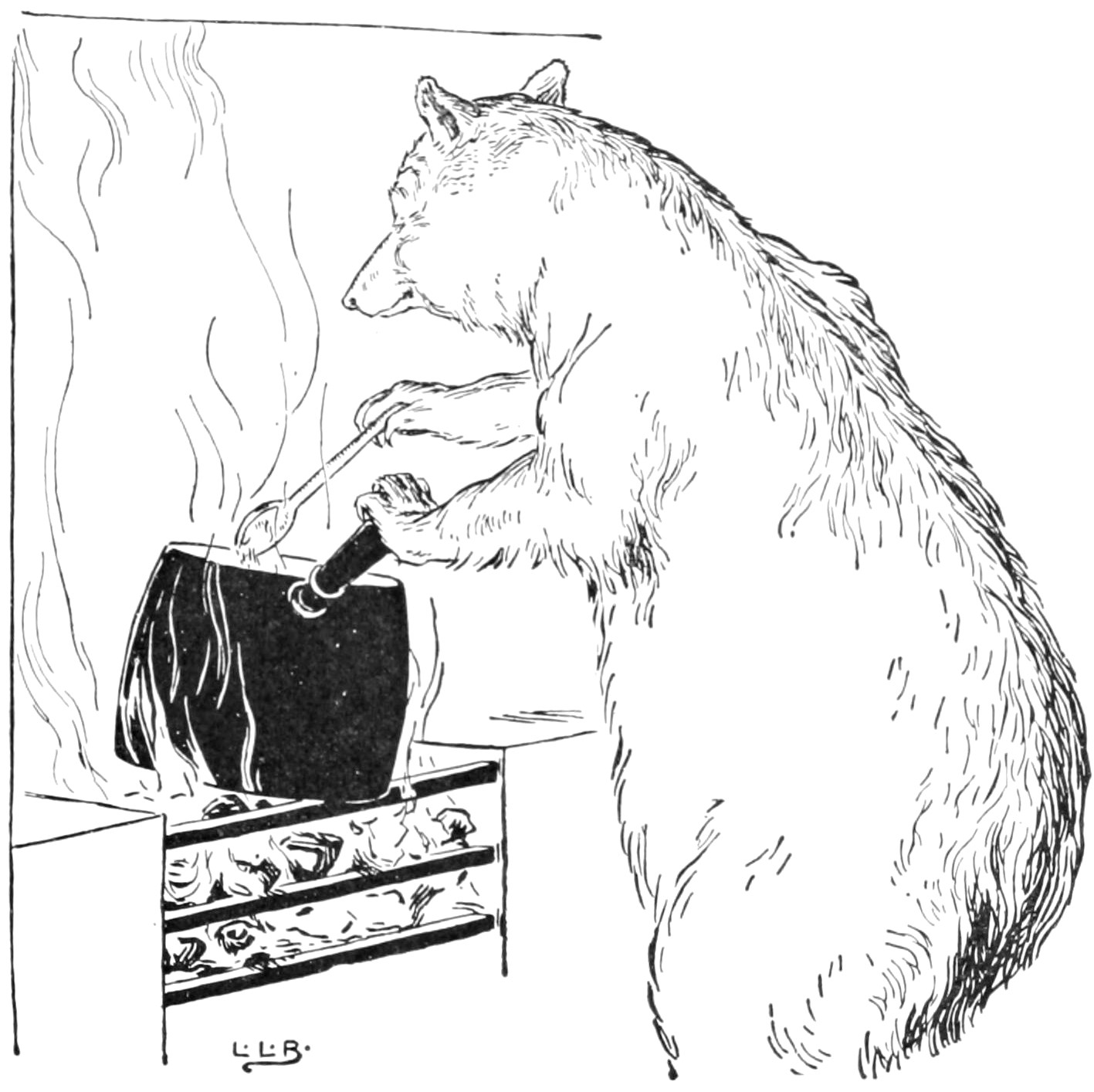
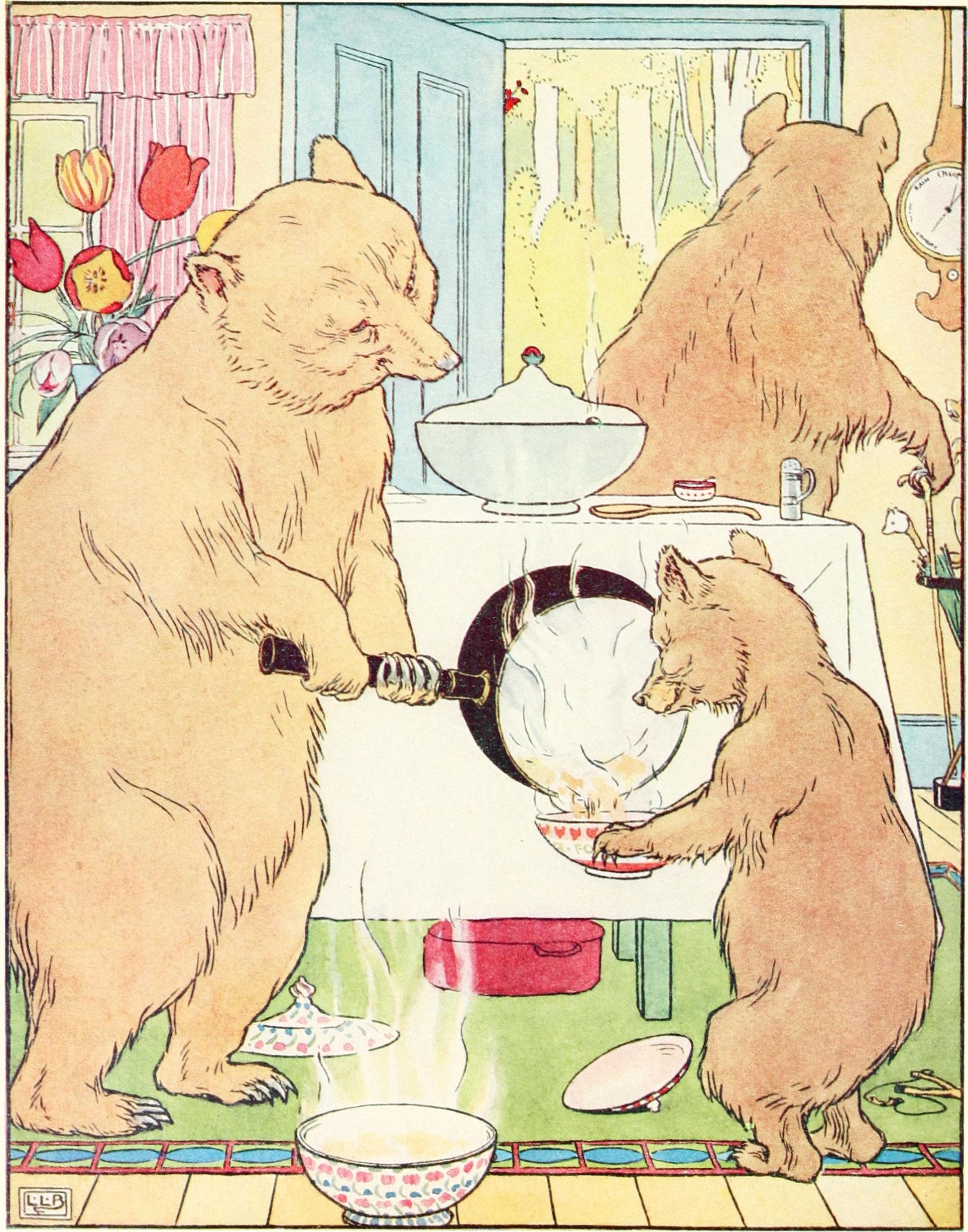
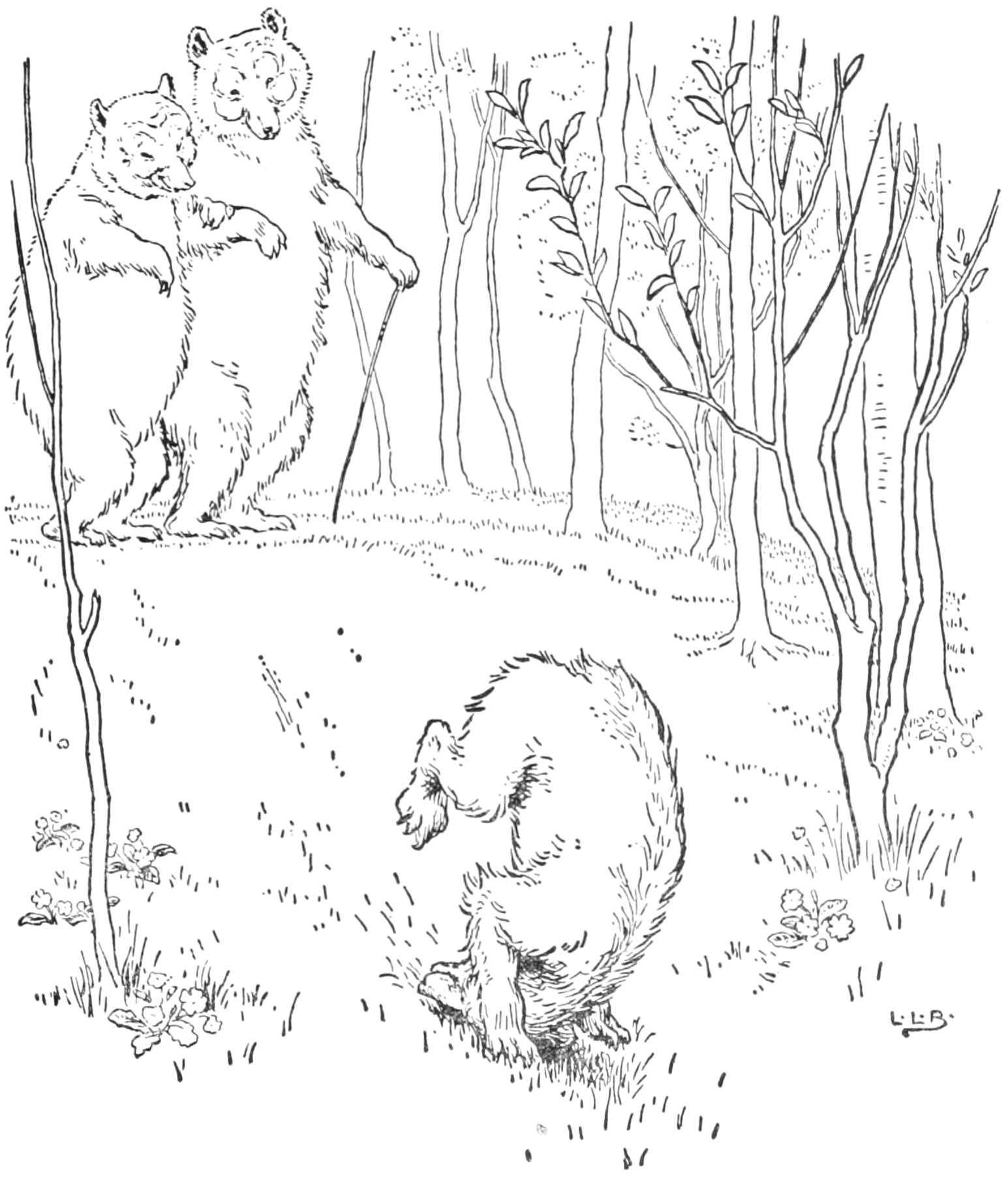
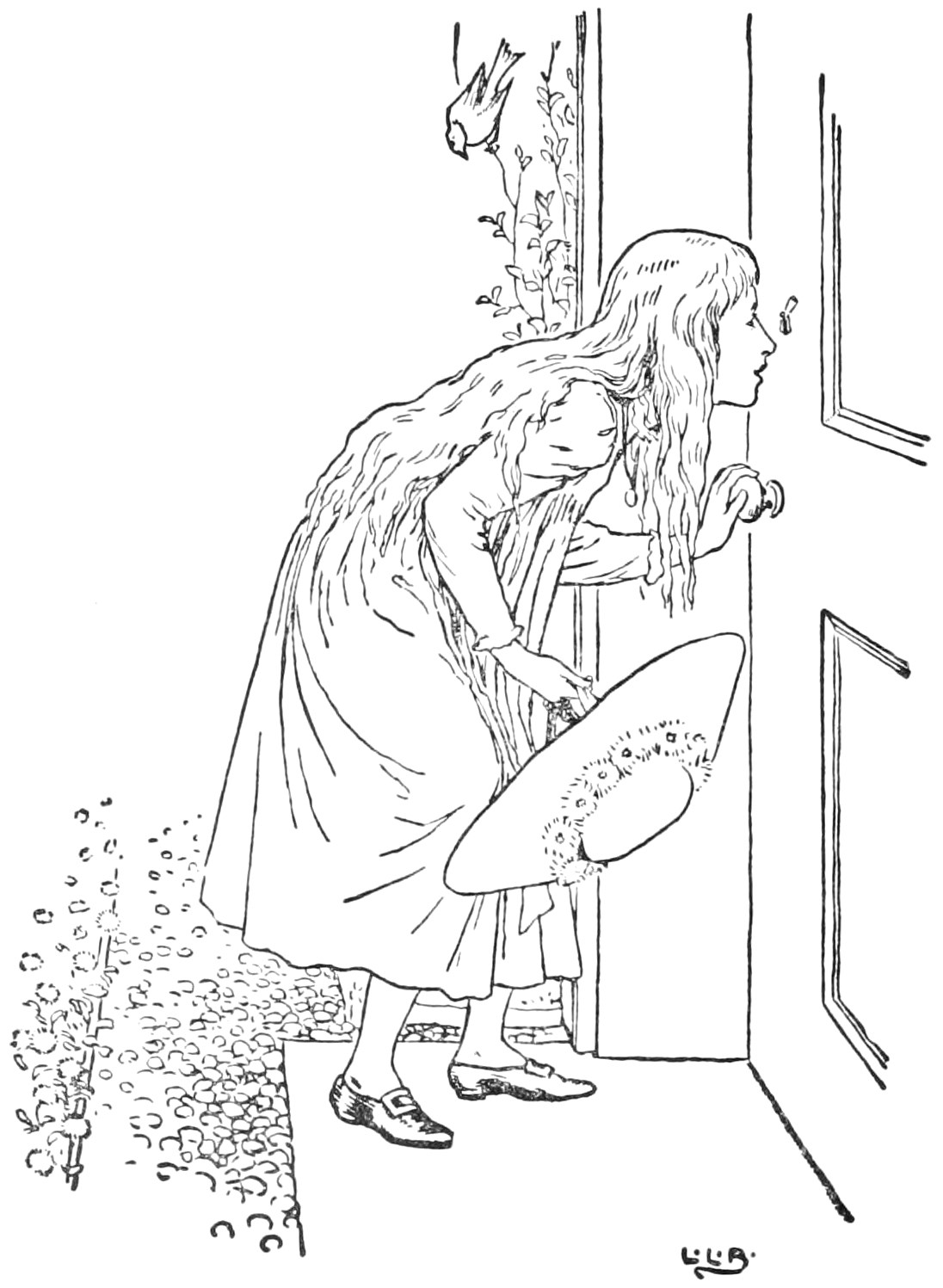
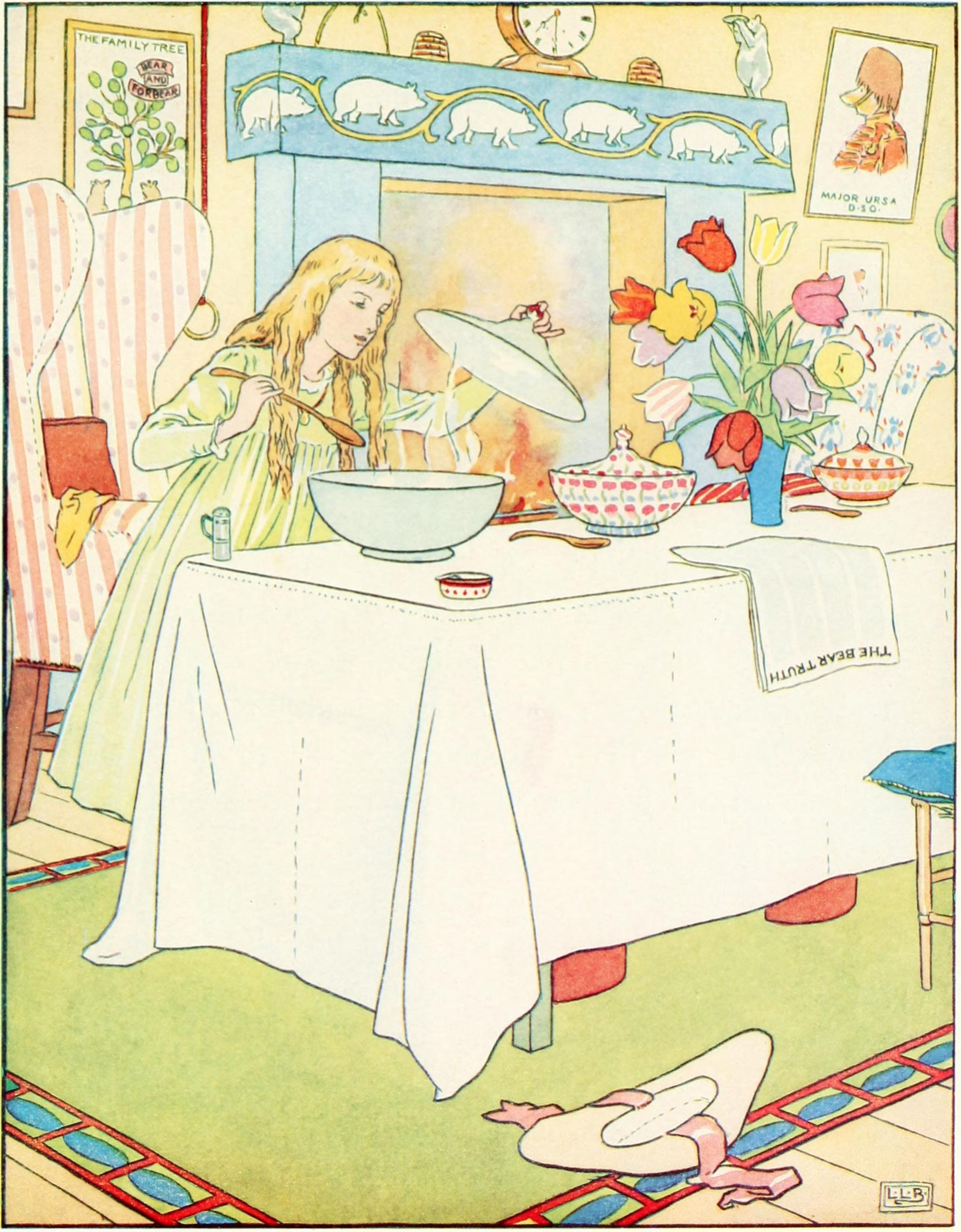
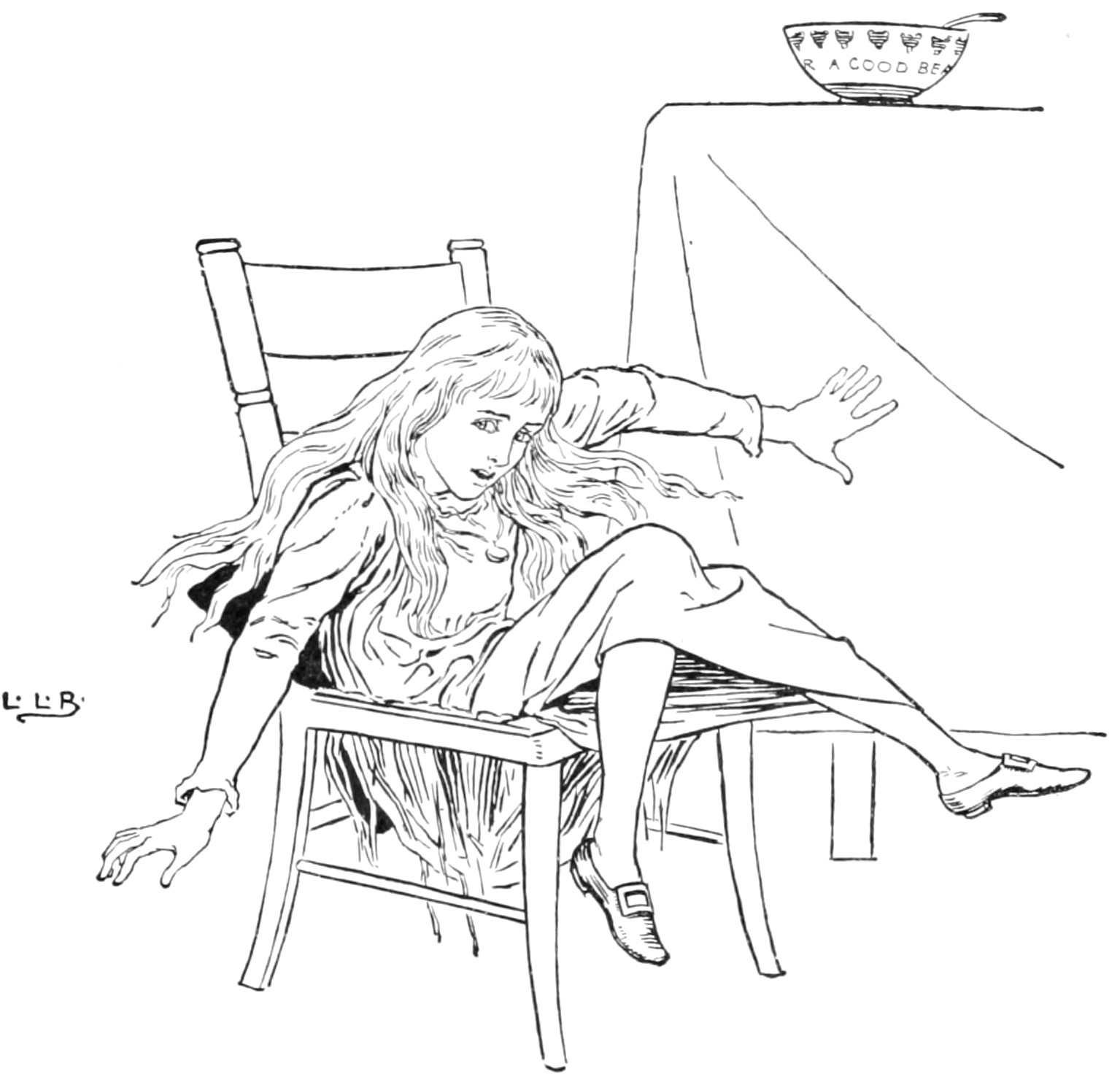
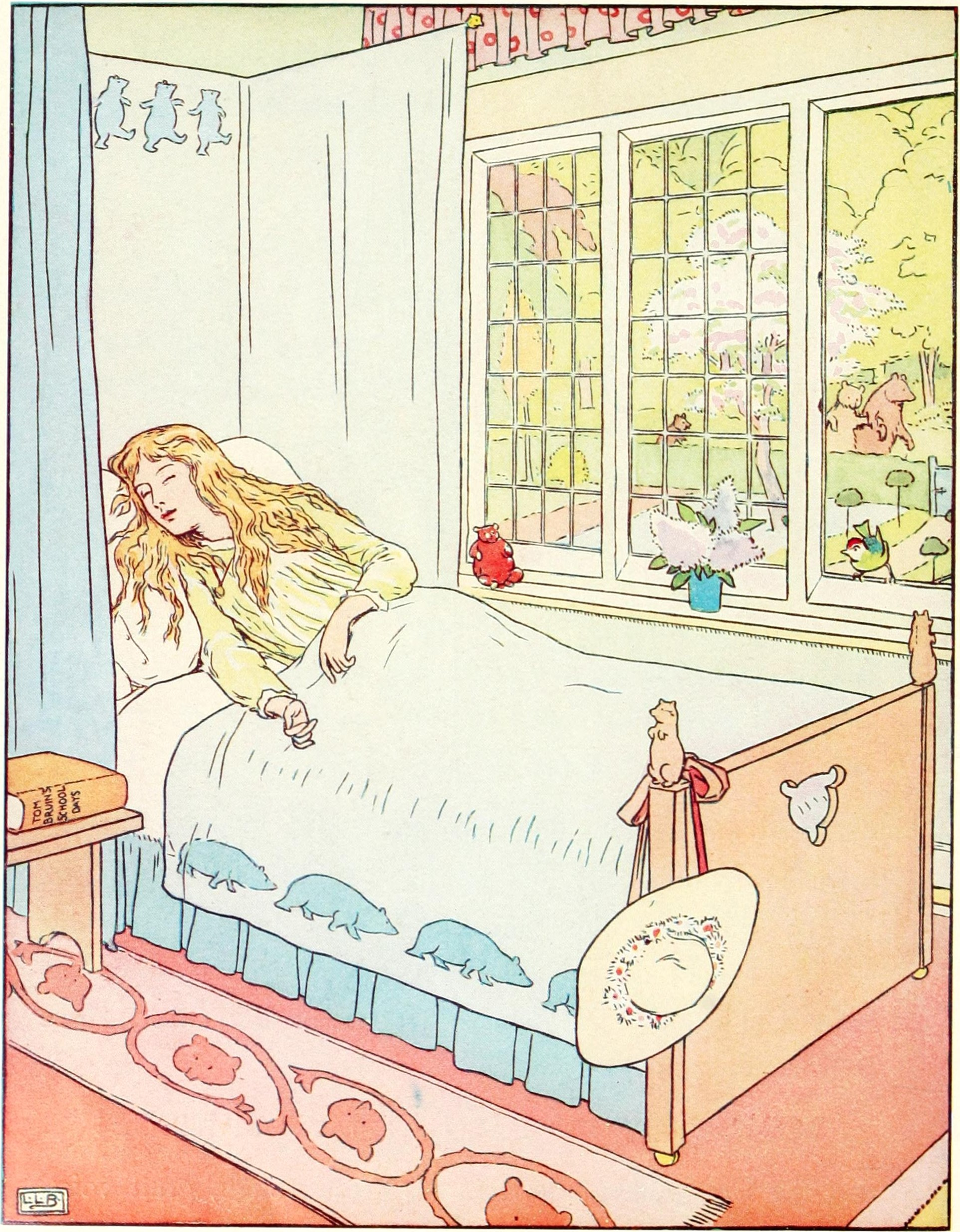
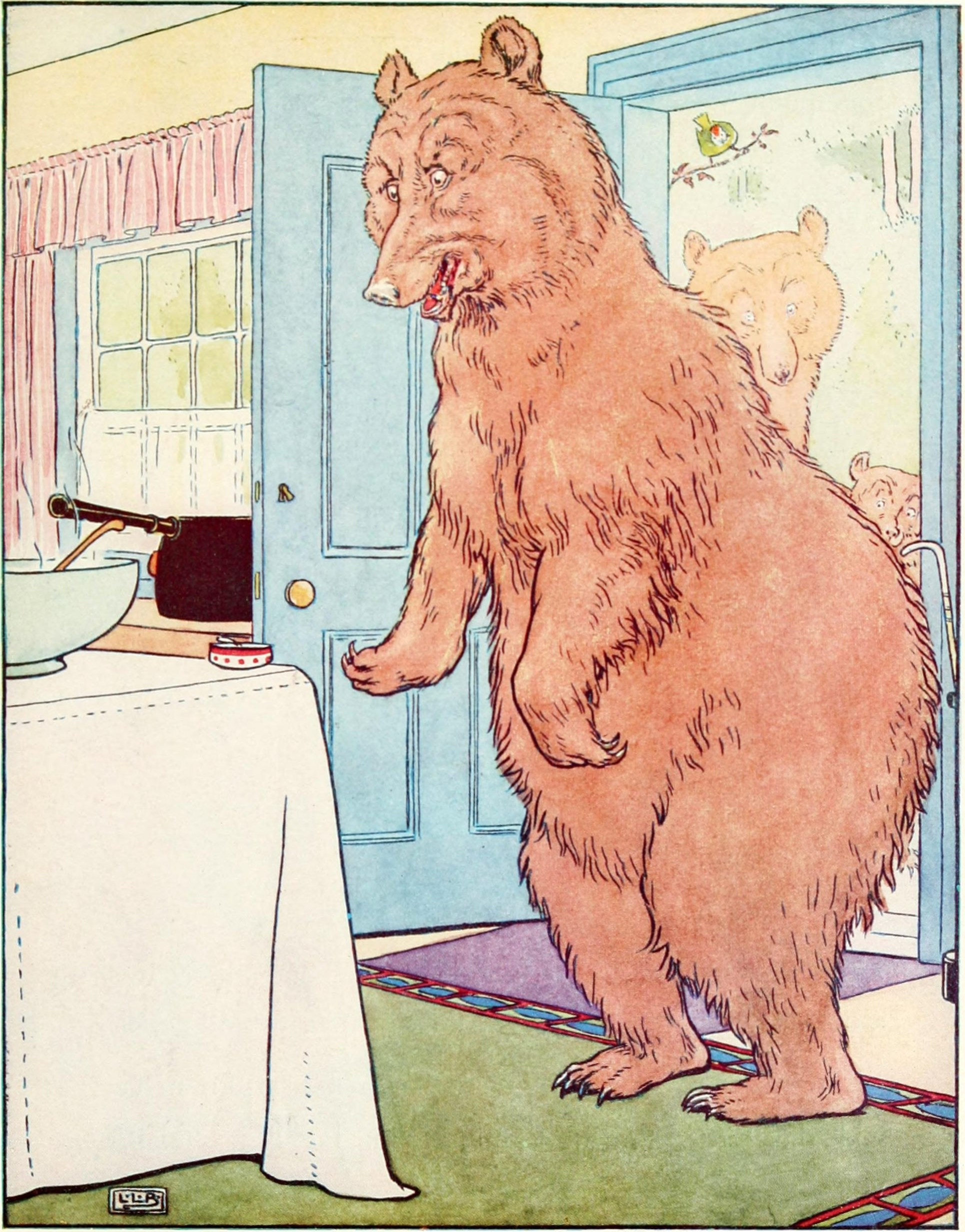
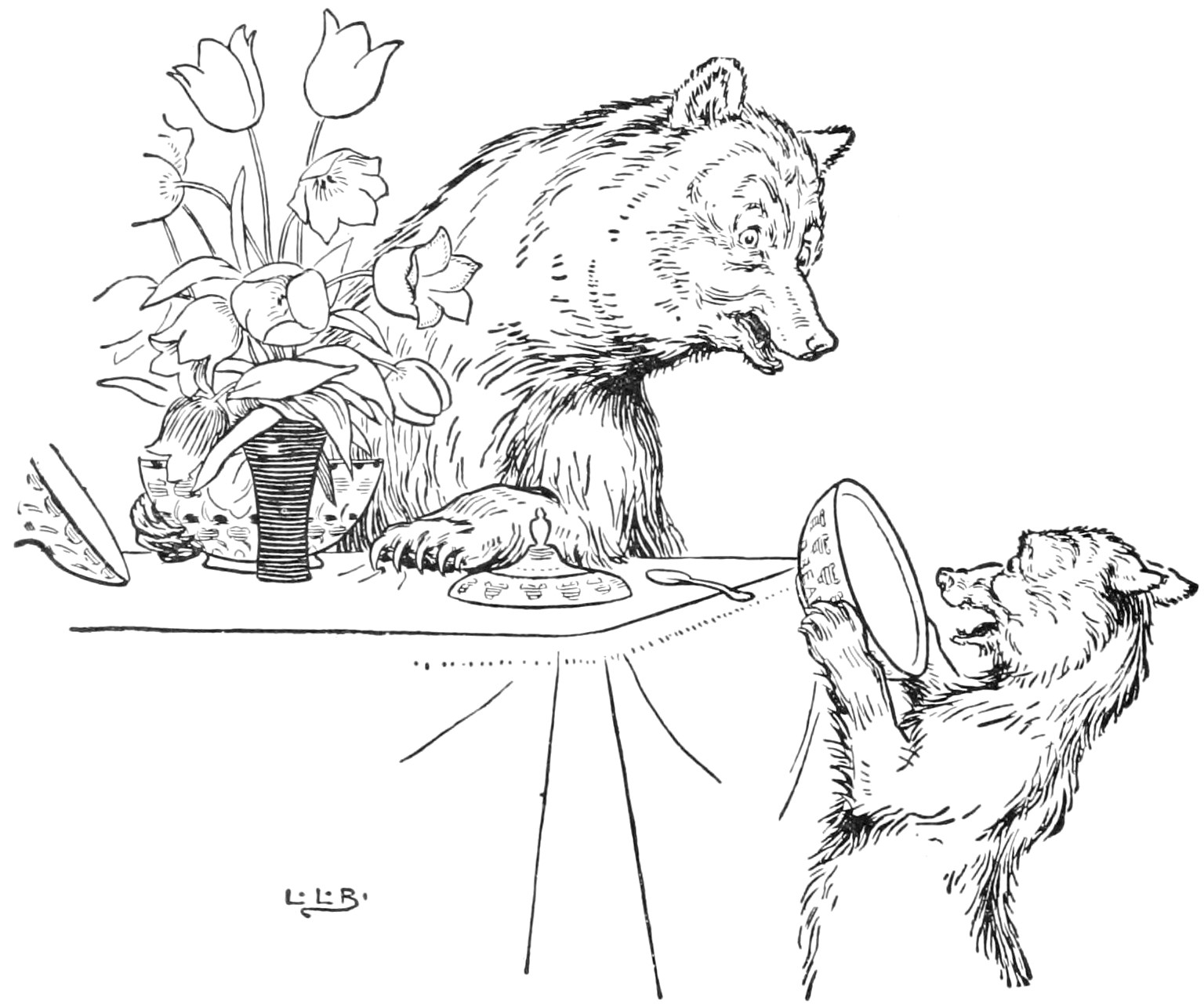
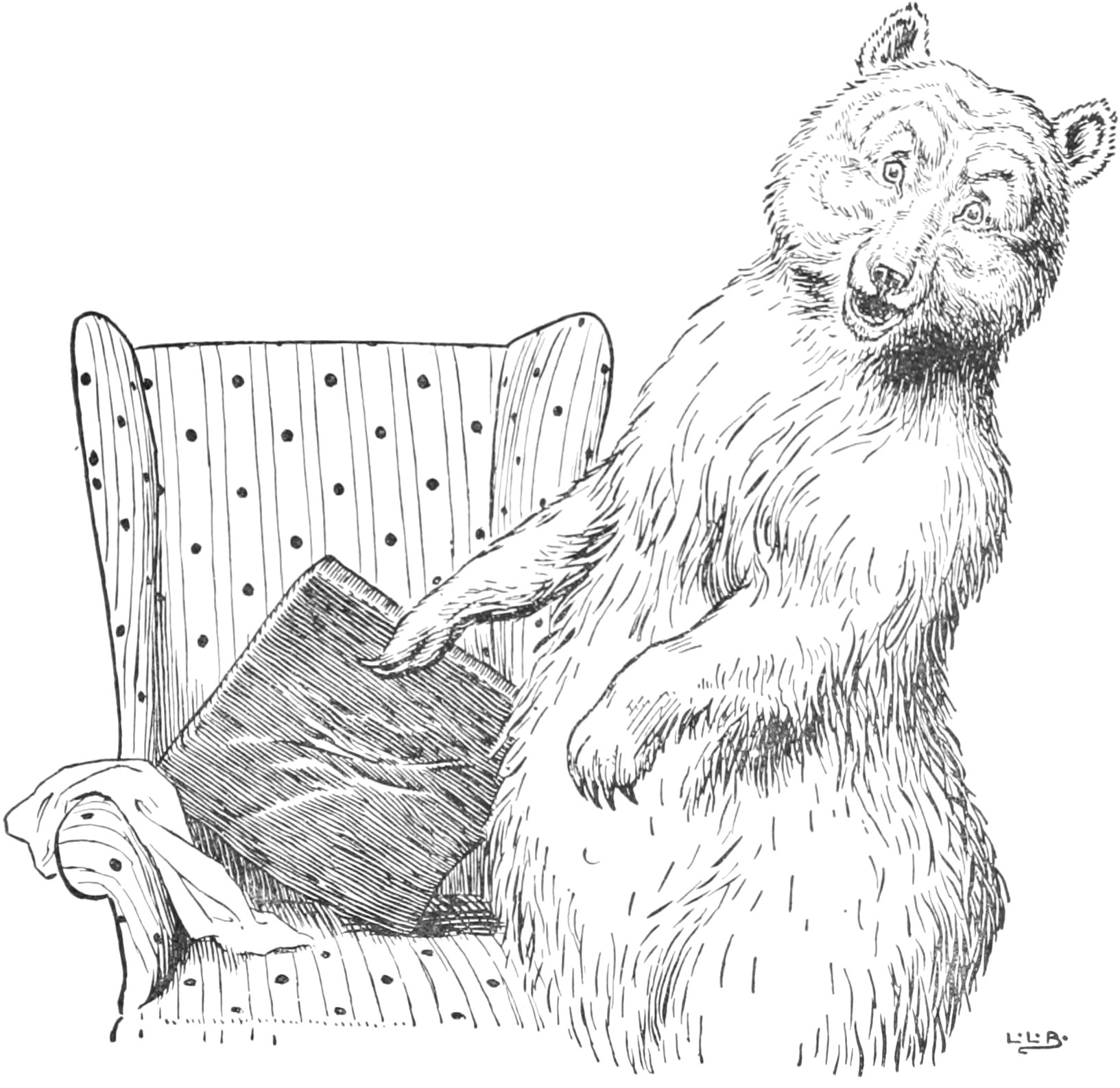
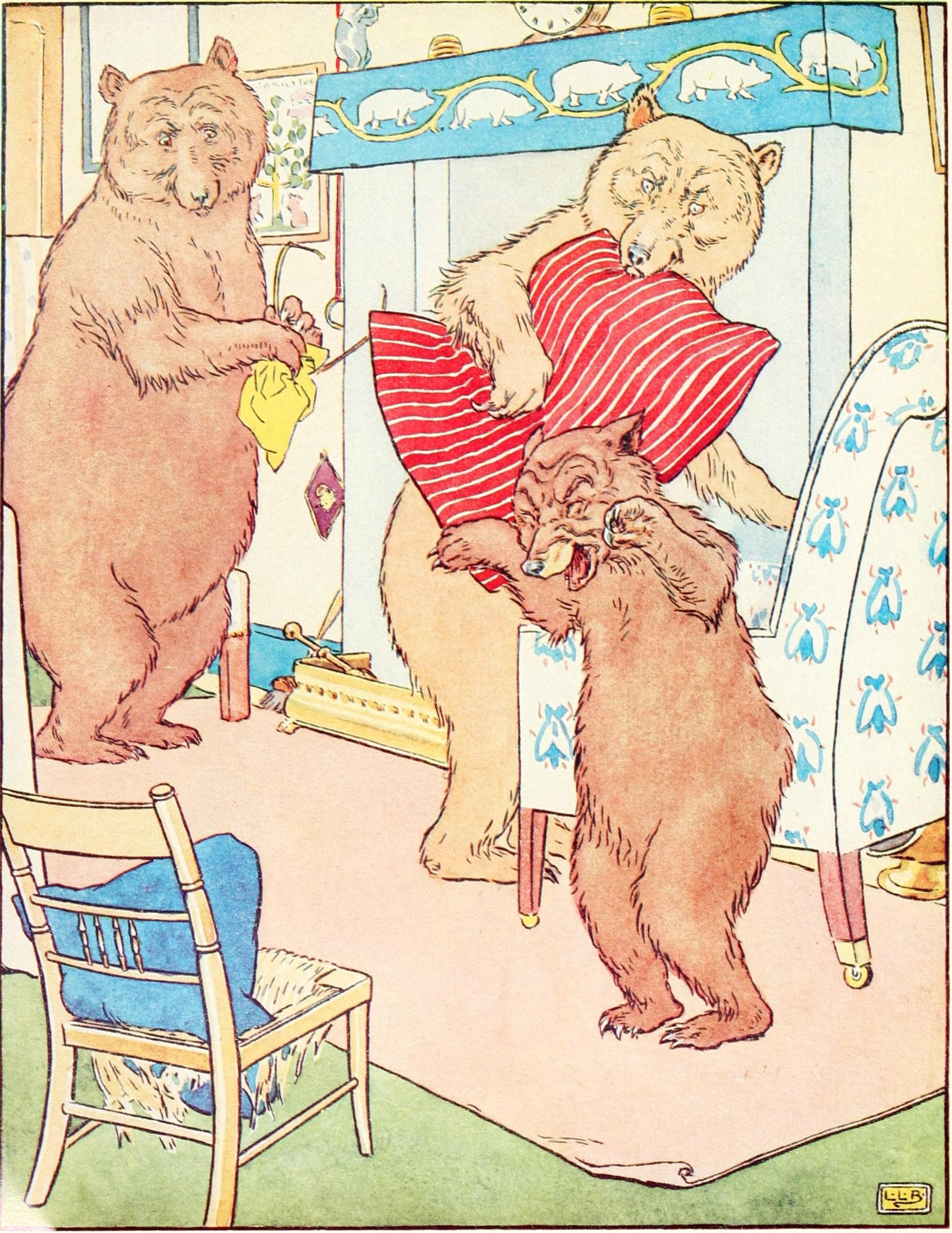
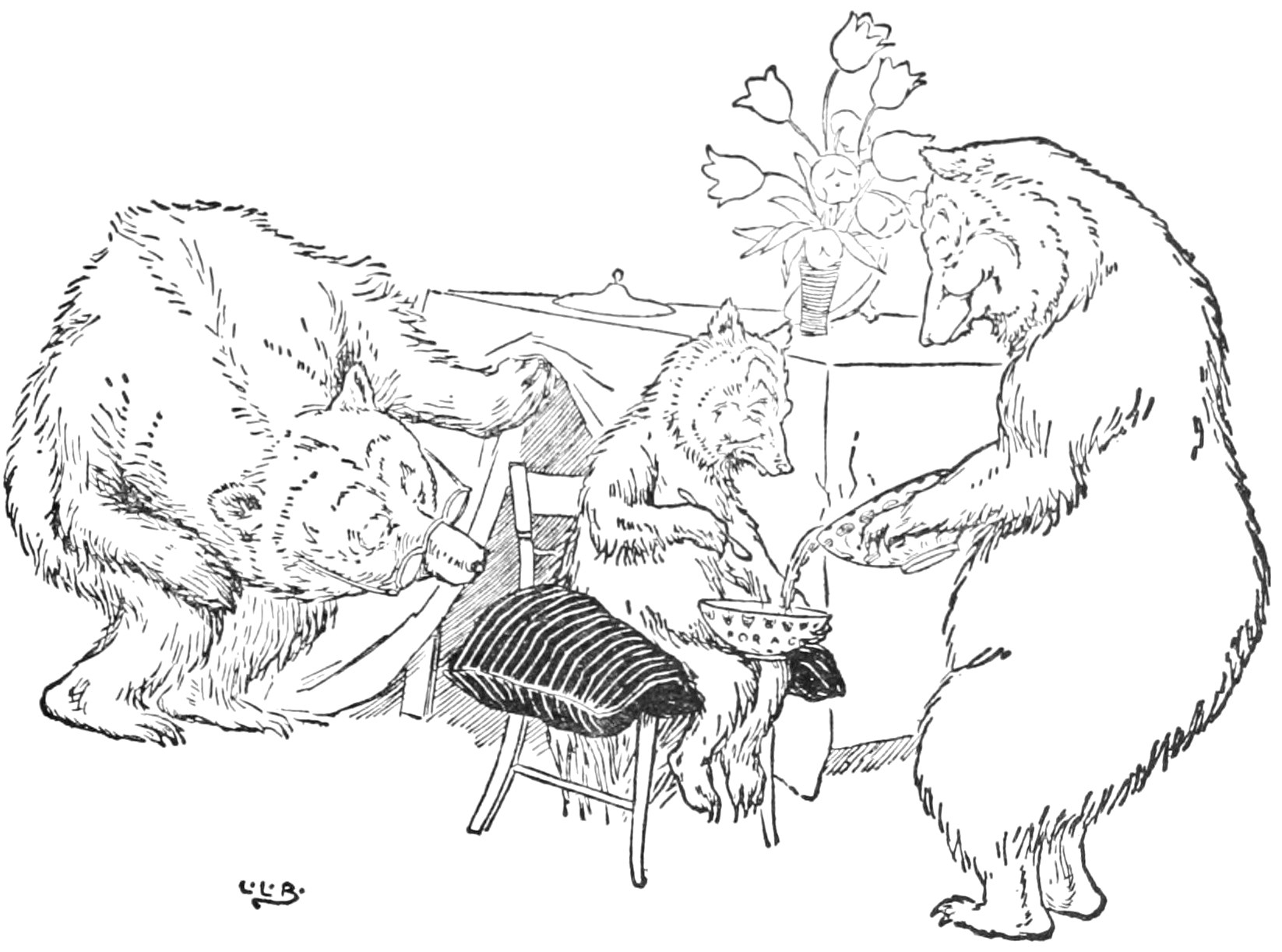
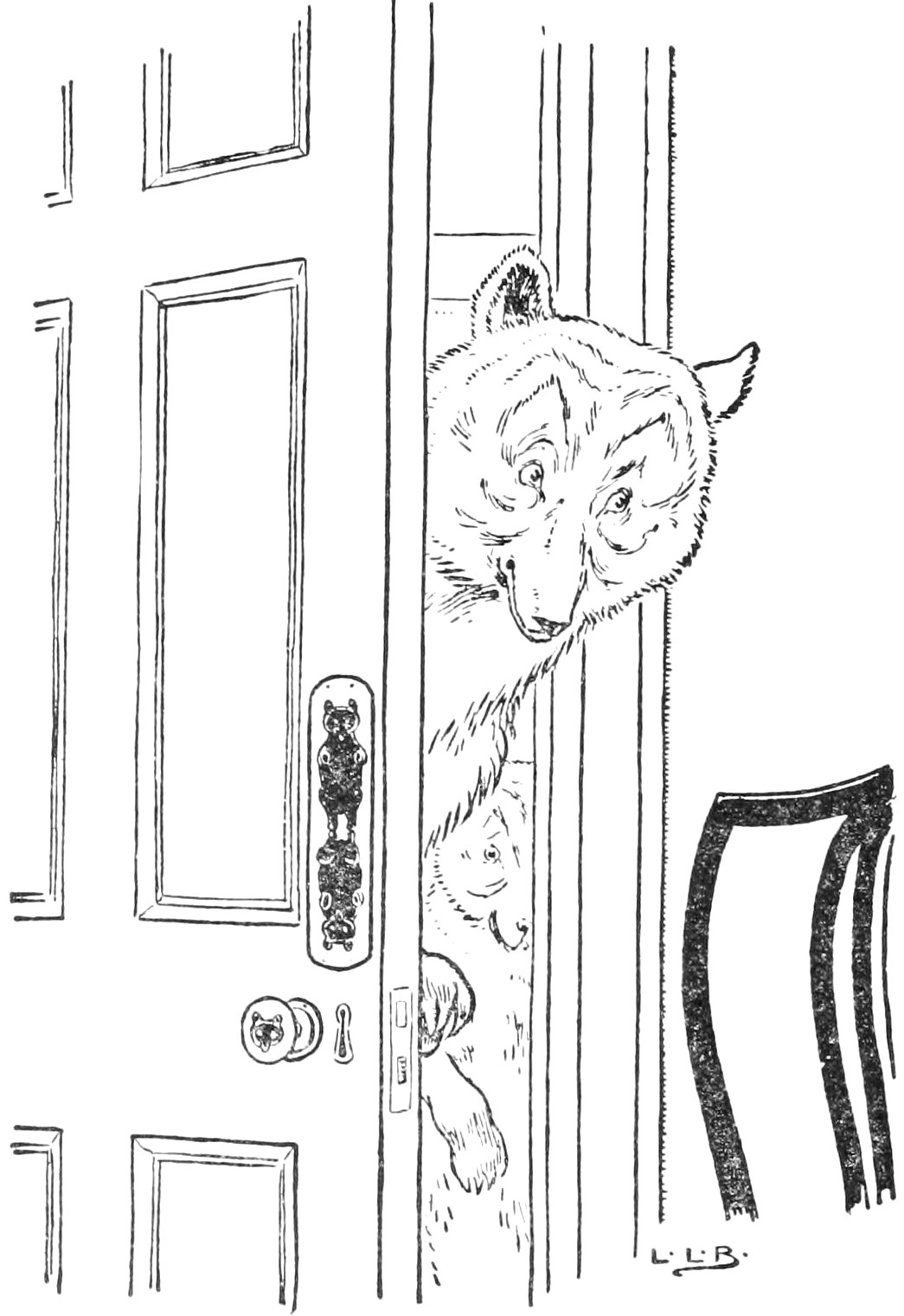
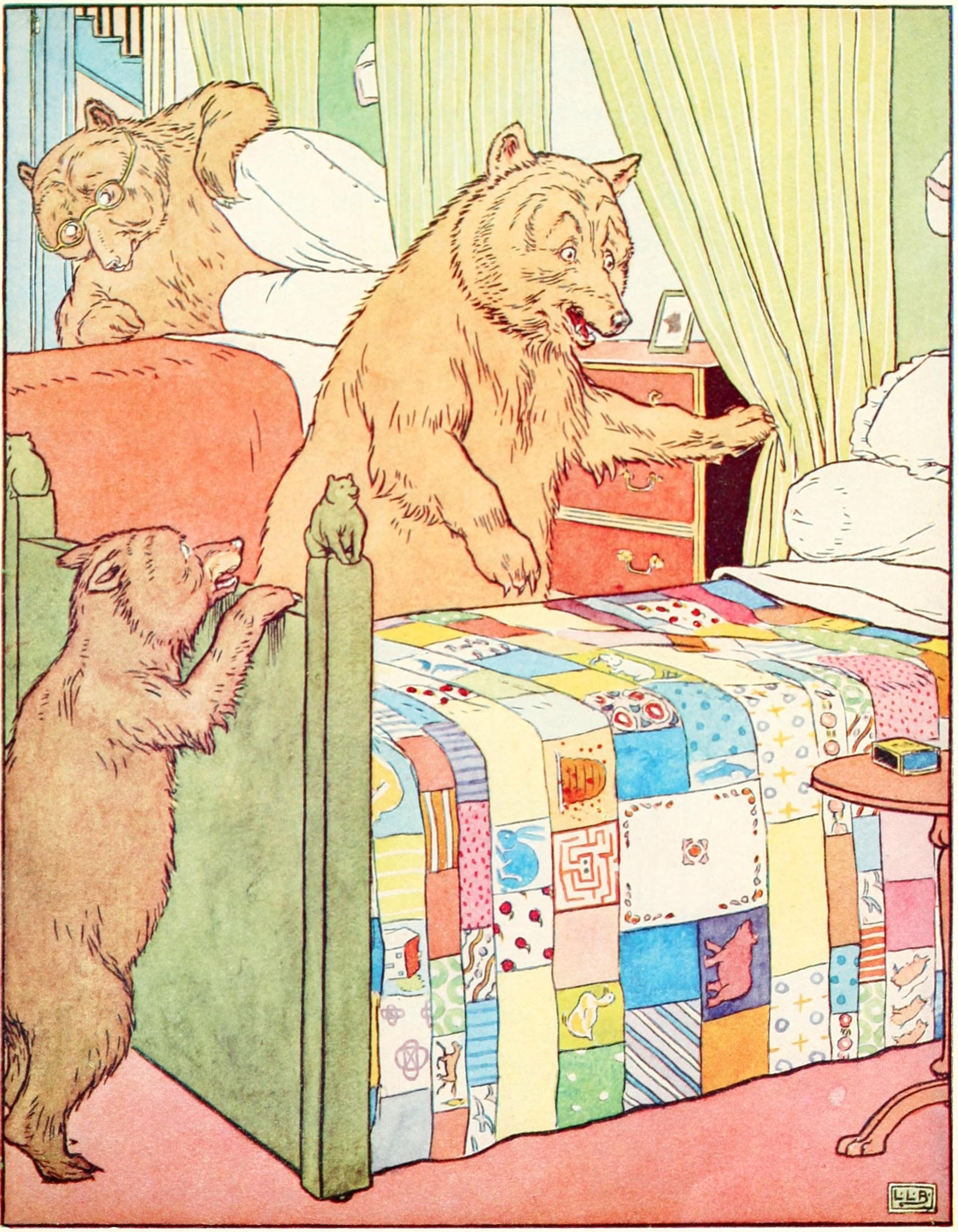
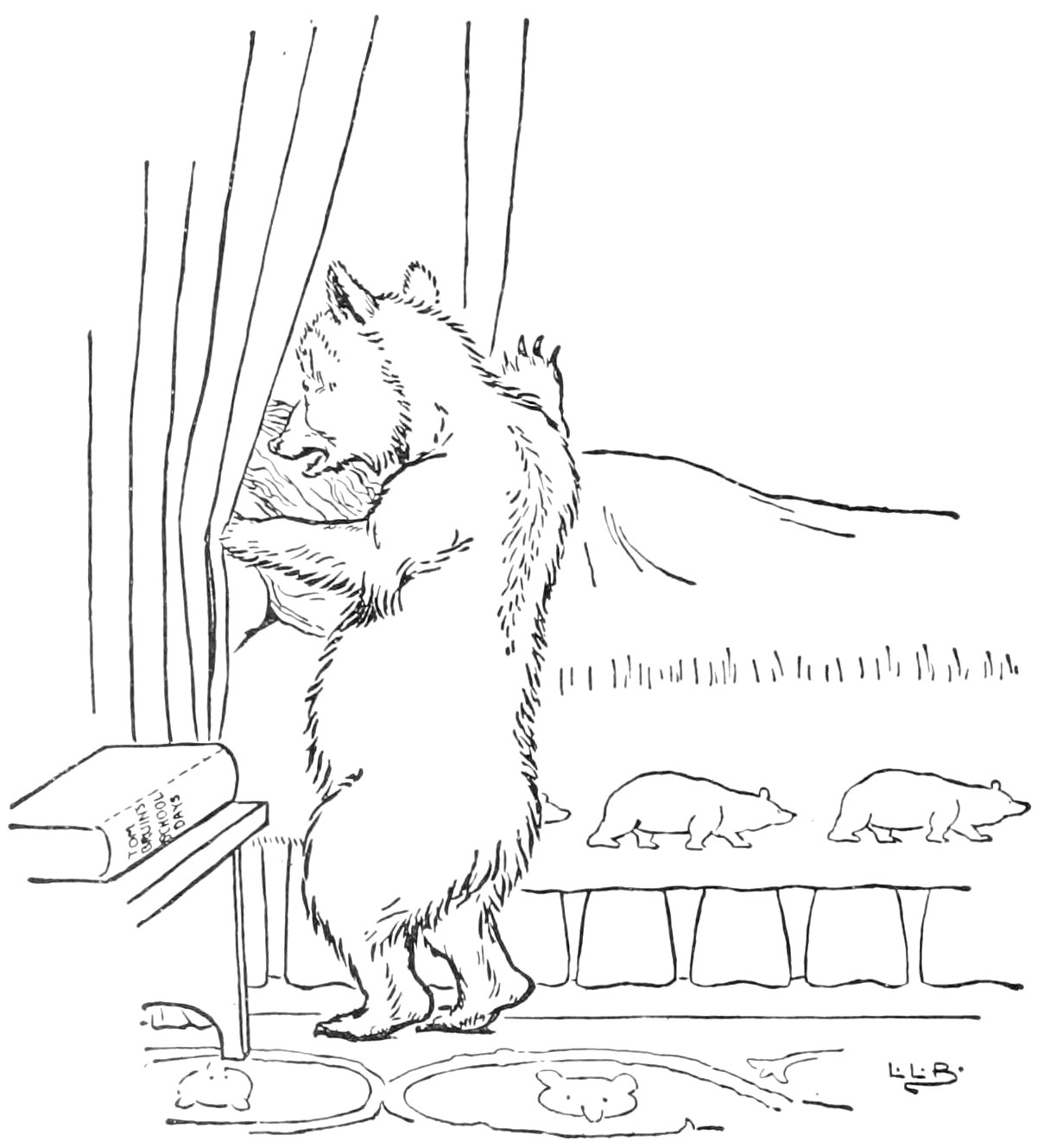
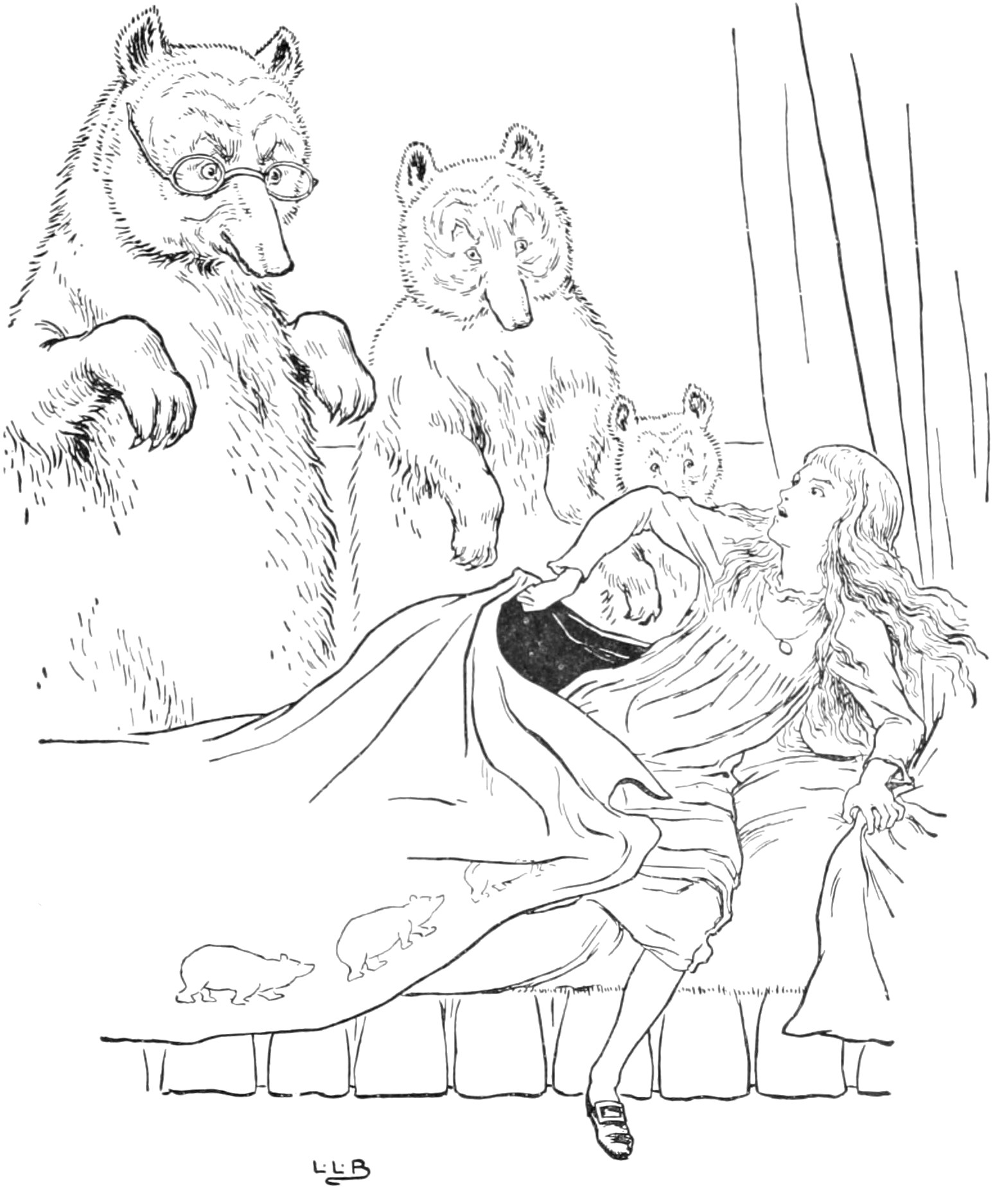
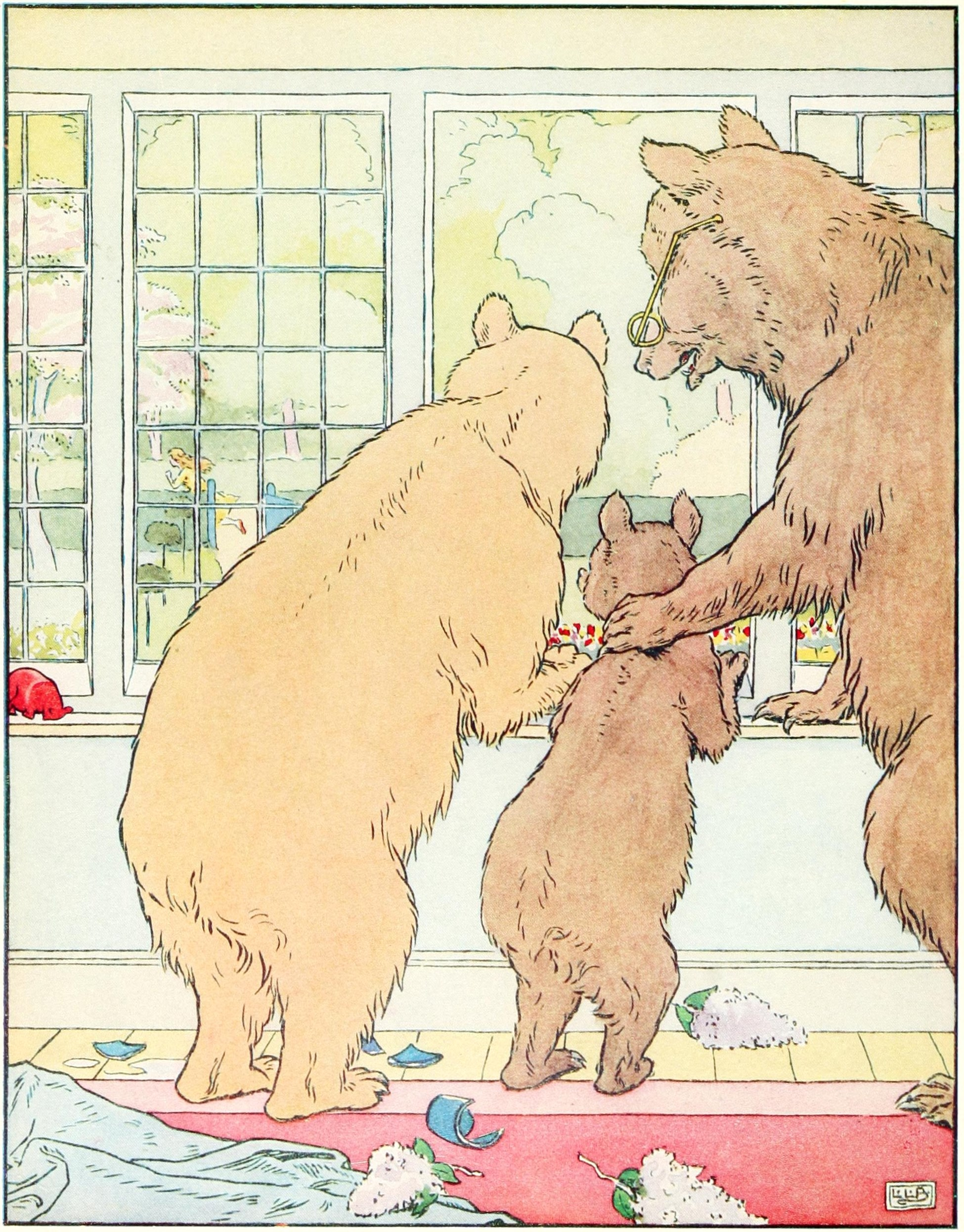
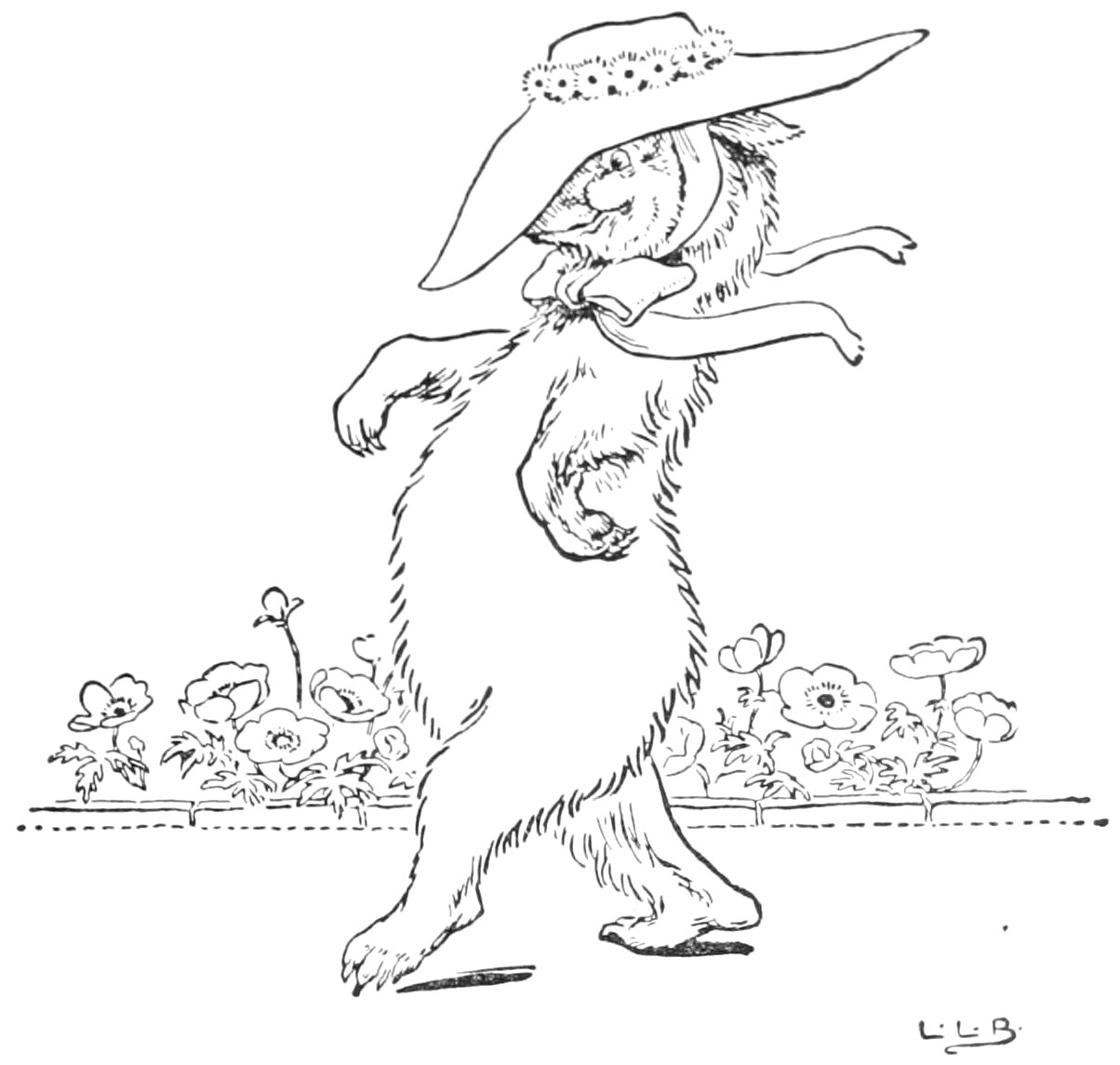
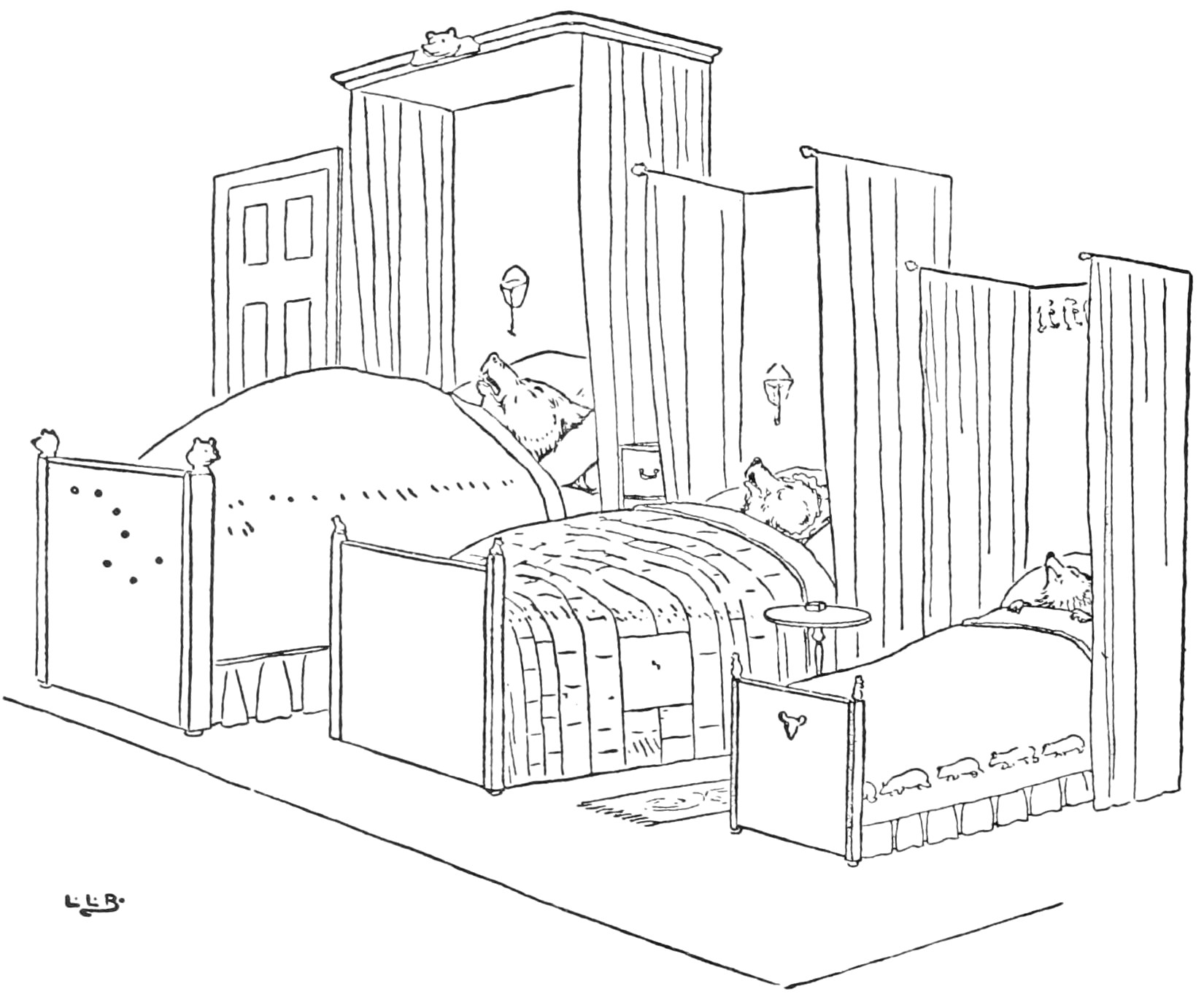
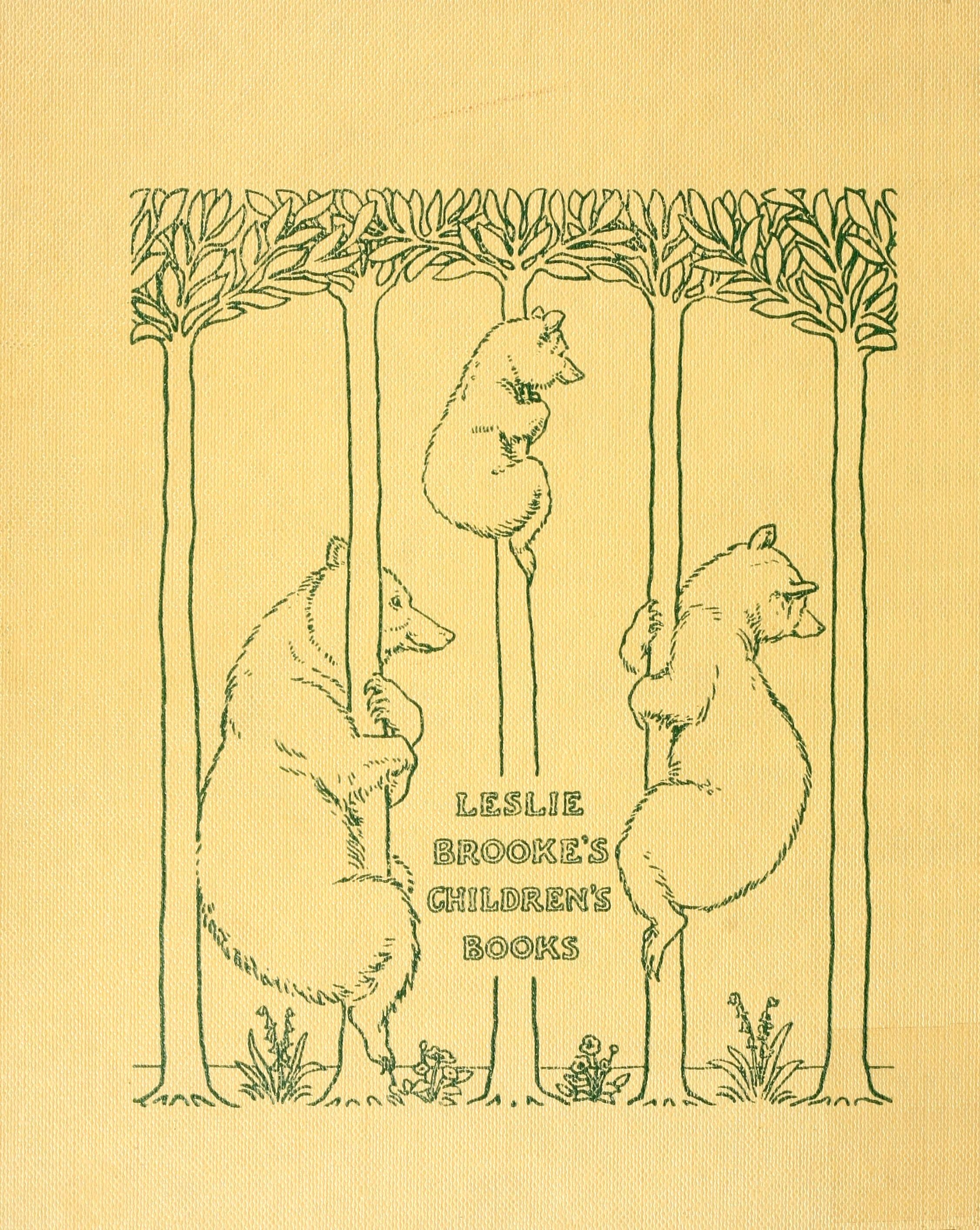